# Šindži Nakano
Šindži Nakano (japonsky 中野 信治; * 1. dubna 1971) je japonský automobilový závodník, v letech 1997 až 1998 jezdil ve Formuli 1 za týmy Prost a Minardi.

## Kariéra před Formulí 1
V roce 1984 začal závodit na motokárách a do roku 1988 získal několik japonských titulů. V roce 1989 přestoupil do japonské Formule 3, kde napoprvé získal 7. místo. Pro roky 1990 a 1991 se přesunul do Evropy a jezdil zde Formuli Opel, získal jedno vítězství a vrátil se do rodné země, kde do roku 1996 opět závodil ve Formuli 3 a Formuli 3000.

## Formule 1
Debutoval při Grand Prix Austrálie 1997 za tým Prost Grand Prix. Díky dvěma šestým místům získal 2 body a obsadil 18. příčku v Poháru konstruktérů.
Pro sezonu 1998 přestoupil do stáje Minardi. Jeho nejlepším výsledkem byla 7. pozice v Grand Prix Kanady 1998, proto nezískal ani bod a v hodnocení pilotů se vůbec neumístil.
V roce 1999 testoval monopost Jordan Grand Prix.

## Kompletní výsledky ve Formuli 1
| Legenda k tabulce | Legenda k tabulce                                                                       |
| Barva             | Výsledek                                                                                |
| ----------------- | --------------------------------------------------------------------------------------- |
| Zlatá             | Vítěz                                                                                   |
| Stříbrná          | 2. místo                                                                                |
| Bronzová          | 3. místo                                                                                |
| Zelená            | Bodované umístění                                                                       |
| Modrá             | Nebodované umístění                                                                     |
| Modrá             | Dokončil neklasifikován (NC)                                                            |
| Fialová           | Odstoupil (Ret)                                                                         |
| Červená           | Nekvalifikoval se (DNQ)                                                                 |
| Červená           | Nepředkvalifikoval se (DNPQ)                                                            |
| Černá             | Diskvalifikován (DSQ)                                                                   |
| Bílá              | Nestartoval (DNS)                                                                       |
| Bílá              | Závod zrušen (C)                                                                        |
| Světle modrá      | Pouze trénoval (PO)                                                                     |
| Světle modrá      | Páteční testovací jezdec (TD)                                                           |
| Bez barvy         | Netrénoval (DNP)                                                                        |
| Bez barvy         | Vyřazen (EX)                                                                            |
| Bez barvy         | Nepřijel (DNA)                                                                          |
| Bez barvy         | Odvolal účast (WD)                                                                      |
| Bez barvy         | Nezúčastnil se (prázdné)                                                                |
| Označení          | Význam                                                                                  |
| Tučnost           | Pole position                                                                           |
| Kurzíva           | Nejrychlejší kolo                                                                       |
| †                 | Jezdec nedojel do cíle, ale byl klasifikován, protože odjel více než 90 % délky závodu. |
| ‡                 | Byl udělován poloviční počet bodů, protože bylo odjeto méně než 75 % délky závodu.      |
| Horní index       | Umístění bodujících jezdců ve sprintu                                                   |

| Rok  | Tým                        | Šasi         | Motor                        | 1       | 2       | 3       | 4       | 5       | 6       | 7     | 8       | 9      | 10     | 11      | 12      | 13     | 14      | 15      | 16      | 17     | Umístění  | Body |
| ---- | -------------------------- | ------------ | ---------------------------- | ------- | ------- | ------- | ------- | ------- | ------- | ----- | ------- | ------ | ------ | ------- | ------- | ------ | ------- | ------- | ------- | ------ | --------- | ---- |
| 1997 | Prost Gauloises Blondes    | Prost JS45   | Mugen-Honda MF-301HB 3.0 V10 | AUS 7   | BRA 14  | ARG Ret | SMR Ret | MON Ret | ESP Ret | CAN 6 | FRA Ret | GBR 11 | GER 7  | HUN 6   | BEL Ret | ITA 11 | AUT Ret | LUX Ret | JPN Ret | EUR 10 | 18. místo | 2    |
| 1998 | Fondmetal Minardi Team SpA | Minardi M198 | Ford JD Zetec-R 3.0 V10      | AUS Ret | BRA Ret | ARG 13  | SMR Ret | ESP 14  | MON 9   | CAN 7 | FRA 17  | GBR 8  | AUT 11 | GER Ret | HUN 15  | BEL 8  | ITA Ret | LUX 15  | JPN Ret |        | -         | 0    |

## Kariéra po formuli 1
Po odchodu z Formule 1 závodil během let 2000 až 2002 v americké sérii Champ Car. Nejlepším umístěním byla 4. pozice v Torontu a v celkovém pořadí obsadil nejlépe 17. místo v roce 2002. Roku 2003 získal 15. místo v závodě 500 mil Indianapolis.
V letech 2006–2008 se zúčastnil vytrvalostní 24 hodin Le Mans.